# Bahrenborstel
Bahrenborstel (niederdeutsch Boornbössel) ist eine Gemeinde im Landkreis Diepholz in Niedersachsen. Sie gehört der Samtgemeinde Kirchdorf an, die ihren Verwaltungssitz im Ort Kirchdorf hat.

## Geografie

### Geografische Lage
Bahrenborstel liegt zwischen dem Naturpark Dümmer und dem Naturpark Steinhuder Meer ungefähr in der Mitte zwischen Bremen und Minden. Rund sieben Kilometer südlich der Gemeinde liegt das Große Moor, an das sich nördlich das Darlatenmoor anschließt. Wenige Kilometer nordwestlich verläuft ein Abschnitt der Großen Aue.

### Gemeindegliederung
Die fünf Ortsteile der Gemeinde sind:
- Bahrenborstel
- Göthen
- Hakenmoor
- Hespeloh
- Holzhausen

## Geschichte
Bahrenborstel erschien 1310 zum ersten Mal urkundlich als „up dem Borne“ gelegen. Schon in früher Zeit gehörte der Ort zum Amt Uchte, fiel mit diesem 1582 an Hessen, bis er 1816 an Hannover zurückging.

### Eingemeindungen
Am 1. März 1974 wurde die Gemeinde Holzhausen eingegliedert.

### Ortsname
Frühere Ortsnamen von Bahrenborstel waren um 1380 Bermeburstolte sowie Beringburstole up dem Borne und in den Jahren 1520 Bargenborstel, 1528 Bergenborstel und 1530 Baryenborstel. Bei Bahrenborstel handelt es sich um einen zusammengesetzten Ortsnamen. Auszugehen ist von einer Grundform von Beringeborstel oder Berningeborstel. Darin ist das Wort -borstel, das oft zu -bostel wird und „Siedlungsstelle“ bedeutet. Das Element -ing steht in Verbindung mit einem Vornamen wie Ber- oder Bern-. Der gesamte Name könnte eine Siedlungsstelle der Leute oder Sippe des Ber oder Bern – in dem Vornamen steckt der Bär – meinen.

## Politik

### Gemeinderat
Der Gemeinderat aus Bahrenborstel setzt sich aus elf Ratsfrauen und Ratsherren der Wählergemeinschaft zusammen.
(Stand: Kommunalwahl am 12. September 2021)

### Bürgermeister
Seit 2016 ist Matthias Stelloh ehrenamtlicher Bürgermeister der Gemeinde Bahrenborstel. Gemeindedirektor war von 1974 bis 2004 Armin Tiemann.
Bisherige Amtsinhaber:
- 1974–1981: Wilhelm Tönsing
- 1981–1986: Günter Stumpe
- 1986–2016: Heinz Albers (CDU)

### Wappen
Blasonierung: Das Wappen der Gemeinde zeigt in Gold einen nach rechts schreitenden schwarzen aufrechten Bären zwischen zwei schwarzen Bäumen, darunter eine schwarze Pflugschar.

## Bauwerke
In der Liste der Baudenkmale in Bahrenborstel sind zwei Baudenkmale aufgeführt.

## Verkehr
Die Gemeinde liegt in unmittelbarer Nähe der Bundesstraße 61, die von Minden nach Sulingen führt.